# Gunnar Sköld (friidrottare)
Gunnar Viktor Sköld, född 4 juli 1909i Maria Magdalena församling, Stockholm, död 11 maj 1935i Högalids församling, Stockholm, var en svensk friidrottare (sprinter). Han tävlade för IFK Enskede till och med år 1929 och därefter för IK Göta. Han utsågs 1929 till Stor grabb nummer 67 i friidrott.
Sköld tog som junior SM-guld på 100 meter och 200 meter år 1929. Efter en benskada lyckades han därefter inte återfå sin goda form.

## Personliga rekord
- 100 m: 10,8 s (Stockholms Stadion 24 augusti 1929)[3]
- 200 m: 22,0 s (Stockholms Stadion 9 augusti 1928)[8]